# Rüdiger Renn
Rüdiger Renn (* 3. März 1927 als Hans-Rüdiger Erich Helmut Renn in Barzwitz, Kreis Schlawe; † 25. Juni 1993 in Banner Elk, North Carolina, USA) war ein deutscher Schauspieler und Regisseur.

## Leben
Renn spielte in den frühen 1950er Jahren am Deutschen Nationaltheater Weimar, am Theater am Schiffbauerdamm und an der Volksbühne am Rosa-Luxemburg-Platz in Berlin.
Er verkörperte den Fiesco in Die Verschwörung des Fiesco zu Genua, Melchtal in Wilhelm Tell, den Hauptmann in Der Richter von Zalamea und Tranio in Der Widerspenstigen Zähmung. Als Film- und Fernsehschauspieler war er seit den 1950er Jahren bis zuletzt 1972 in einem Dutzend Produktionen zu sehen. 1971 inszenierte er mit Die Abreise erst- und einmalig einen Film.
Renn war verheiratet mit Catja Görna.

## Auszeichnungen
- Schillerplakette (1955)

## Filmografie
- 1954: Carola Lamberti – Eine vom Zirkus
- 1956: Ein Mädchen aus Flandern
- 1956: Thomas Müntzer – Ein Film deutscher Geschichte
- 1956: Der Richter von Zalamea
- 1958: Viel Lärm um Nichts
- 1958: Wie es euch gefällt
- 1958: Maß für Maß
- 1960: Die Nacht in Zaandam
- 1971: Die Abreise (nur Regie)